# Rodolphe II du Palatinat
Rodolphe II du Palatinat  dit « l'Aveugle » allemand: der Blinde (né le 8 août 1306 à Wolfratshausen et mort le 4 octobre 1353 à Neustadt) fut comte palatin du Rhin de 1329 à 1353. Il est le fils de Rodolphe Ier du Palatinat et de Mathilde de Nassau.
Rodolphe épouse en premières noces Anne de Carinthie (1300-1331) avec laquelle il a :
- Anne du Palatinat (1329-1353), épouse de Charles IV du Saint-Empire.

Il épouse en secondes noces Marguerite de Sicile (1331-1377), fille de Frédéric II de Sicile et d'Éléonore d'Anjou.